# Heleen Hage
Pour les articles homonymes, voir Hage (homonymie).
Heleen Hage, née le 13 octobre 1958 à Sint-Maartensdijk, est une coureuse cycliste néerlandaise. En 1987, elle est vice-championne du monde sur route derrière Jeannie Longo. Ses sœurs Bella, Keetie et Ciska ont également été coureuses cyclistes, tout comme son neveu Jan van Velzen, le fils de Ciska.

## Palmarès
- 1984
  - 4e, 13e et 15e étapes du Tour de France féminin
  - 2e du Tour de France féminin
- 1985
  - 2e étape du Tour de France féminin
  - 2e du championnat des Pays-Bas sur route
- 1986
  -  Championne des Pays-Bas sur route
- 1987
  -  Médaillée d'argent du championnat du monde sur route
  - 3e du Postgiro féminin
- 1988
  - Hel van het Mergelland
  - 3e du Postgiro féminin

## Distinctions
- Cycliste néerlandaise de l'année : 1985 et 1987